# Экономика общественного сектора
Экономика общественного сектора (или экономика государственного сектора) — раздел экономической науки, занимающийся изучением государственной политики через призму экономической эффективности и равенства. Экономика общественного сектора строится на посылах теории экономики благосостояния и используется как инструмент для улучшения общественного благосостояния.
Экономика государственного сектора обеспечивает основу для размышлений о том, должно ли правительство принимать участие на экономических рынках и в какой степени это допустимо. Для оценки способности частного рынка обеспечить эффективное распределение в отсутствие государственного вмешательства, данный раздел использует микроэкономические концепции. Такая оценка включает в себя анализ государственного налогообложения и государственных расходов.
Область изучения охватывает множество тем, в частности несостоятельности рынка, такие как общественные блага, экстерналии и несовершенная конкуренция, а также разработка и реализация государственной политики.
Общие методы и области изучения включают:
- теория и применение государственных финансов[2];
- анализ и дизайн механизмов общественной политики[3];
- распределительные последствия налогообложения и государственных расходов[4];
- анализ несостоятельности рынка[5] и государства.[6].

Основной упор в данном разделе экономики делается на аналитические и научные методы и нормативно-этический анализ, в отличие от экономической идеологии. Спектр изучаемых тем включает, к примеру, распределение налогового бремени, оптимальное налогообложение и теория общественных благ.

## Провалы рынка
Роль государства в обеспечении эффективных и справедливых рынков в значительной степени заключается в устранении несостоятельностей рынка. Экономика общественного сектора уделяет основное внимание на то, когда и в какой степени необходимо государственное вмешательство для их устранения. Примерами государственного вмешательства могут являться предоставление таких общественных благ, как оборона, регулирование негативных внешних эффектов (экстерналиев), таких как загрязнение, и устранение несовершенств рынка, таких как асимметричная информация.

### Общественные блага
Общественные блага, или товары коллективного потребления, обладают двумя свойствами: неконкурентность и неисключаемость. Благо является неконкурентным, если его потребление не ведет к его лишению у другого лица. Так, в определенной степени фейерверк (пиротехнические средства) является неконкурентным, поскольку лицо, наблюдающее за его запуском, не в состоянии повлиять на способность другого совершить его. Благо является неисключаемым, если его использование не может быть ограничено определенной группой людей. Опять же, поскольку невозможно запретить посторонним людям наблюдать за фейерверком, данный товар является неисключаемым. Из-за этих ограничений одним из немногих примеров такого чистого общественного блага может выступать национальная оборона, являющаяся как неконкурентным, так и неисключаемым благом. Другим примером чистого общественного блага являются знания. К примеру, книга, которая может быть уничтожена, является исключаемым. Однако знания, полученные из книги, гораздо труднее уничтожить, они неконкурентны и неисключаемы. В действительности не все общественные блага можно классифицировать как «чистые», и большинство из них все-таки имеют некоторую степень исключаемости и конкурентности. Такие блага известны как смешанные общественные блага. Для того, чтобы понять характеристику неисключаемости общественного блага, достаточно представить себе забор, барьер или стену, которые невозможно построить для предотвращения потребления блага. В современной эпохе цифровое воспроизведение позволяет товарам быть неконкурентными, так как все те, кто имеет доступ к Интернет, могут получить доступ к благу.
Именно из-за этих двух характеристик общественных благ (неконкурентности и неисключаемости), обеспечение эффективного их предложения на рынке весьма маловероятно без вмешательства. Таким образом, роль государства заключается в регулировании производства общественных благ с целью создания эффективного рыночного равновесия.

### Внешние эффекты
Внешние эффекты или экстерналии возникают, когда потребление отдельных лиц либо производство фирм влияет на функцию полезности или производственную функцию третьих лиц или фирм. При этом, эти внешние эффекты могут быть как положительными (образование, здравоохранение и прочие), так и отрицательными в виде загрязнения воздуха, шумового загрязнения, отказа от вакцинации и прочие.
Пигу приводит такие положительные внешние эффекты, как как инвестиционные вложения в частные парки, которые улучшают окружающий воздух, и научные исследования, из которых часто вырастают открытия, имеющие большую практическую пользу. В качестве отрицательных внешних эффектов, он описывает предприятия, деятельность которых приводит к уничтожению объектов инфраструктуры близлежащих поселений.
Роль государства заключается в устранении негативных внешних эффектов и социальных издержек, вызванных неэффективными рынками.

### Несовершенная конкуренция
Несовершенная конкуренция на рынках может принимать различные формы и часто зависит от барьеров для входа, коммерческих и производственных целей фирмы, а также от характера продукта и соответствующего рынка. Несовершенная конкуренция приводит к социальным издержкам, и роль государства состоит в минимизации этих издержек.
Примеры таких несовершенств рынков включают:
1. Компании продают дифференцированные продукты;
2. Существование барьеров для входа и выхода;
3. Неоптимальное производство и ценообразование.

По сути, роль государства состоит в устранение подобных несостоятельностей рынка и принятии решений об оптимальном уровне необходимого вмешательства.

## Налогообложение

### Теорема эффективности Даймонда — Миррлиса
В 1971 году Питер А. Даймонд и Джеймс А. Миррлис опубликовали основополагающую статью, в которой показано, что даже когда аккордное налогообложение недоступно, эффективность производства все же желательна. Это заключение получило название теоремы эффективности Даймонда-Миррлиса, которая позже была усовершенствована анализом Рамзея, в котором проблемы распределения дохода были рассмотрены вместе с проблемой увеличения доходов. Джозеф Э. Стиглиц и Парта Дасгупта (1971) раскритиковали данную теорему как ненадежную на том основании, что эффективность производства не обязательно будет желательной, если определенные налоговые инструменты не могут быть использованы.

### Налоги Пигу
Одним из достижений, благодаря которым великий английский экономист A.C. Пигу приобрел известность, стала его работа о расхождениях между предельными частными издержками и предельными общественными издержками (внешние эффекты). В своей книге «Экономика благосостояния» (1932) Пигу описывает, как возникают эти расхождения:
…одно лицо А в ходе оказания какой-либо услуги за определенную оплату второму лицу Б также ненамеренно оказывает услуги или ущерб другим лицам (не производителям подобных услуг), таким образом, что оказывается невозможным взимание платы от сторон, получивших выгоду, или введение компенсации потерпевшим сторонам (Пигу, стр. 183). 
В частности, Пигу известен за свою позицию в защите так называемых корректирующих налогов или налогов Пигу:
Очевидно, что расхождения между частным и общественным чистым продуктом, которые мы только что рассматривали, не могут быть смягчены, подобно расхождениям, обусловленным законами об аренде, модификацией договорных отношений между любыми двумя контрактующими сторонами, поскольку расхождение возникает в результате оказания услуги или ущерба лицам, не являющимся сторонами договора. Однако государство в состоянии, при желании, устранить подобное расхождение в какой-либо сфере путем «чрезвычайного поощрения» или «чрезвычайного ограничения» инвестиций в эти сектора. Наиболее очевидными формами, которые могут принимать эти поощрения и ограничения, являются, конечно же, премии и налоги (Пигу, стр. 192).
Пигу предположил, что рыночную несостоятельность внешних эффектов можно преодолеть путем введения налогов. Правительство может вмешиваться в рынок, используя, например, налог на выбросы, чтобы добиться более эффективного результата; подобный налог Пигу является оптимальной политической мерой превентивного характера для любого совокупного отрицательного внешнего эффекта.
В 1960 году экономист Рональд Х. Коуз предложил альтернативную схему, в соответствии с которой отрицательные внешние эффекты могуть быть решены путем соответствующего присвоения прав собственности. Эти результаты стали известны как теорема Коуза.

## Анализ затрат и выгод
Хотя основы анализа «затраты—выгоды» берут начало в классической статьи Жюля Дюпюи «On the Measurement of the Utility of Public Works» (руск. «Об измерении полезности общественных работ»), от 1844 года, большая часть последующего научного развития произошла в Соединенных Штатах и возникла на фоне проблемы ограниченности воды как ресурса. В 1950 году подведомственный комитет Федерального межведомственного комитета по речным бассейнам США опубликовал отчет, озаглавленный «Предлагаемые методы экономического анализа проектов речных бассейнов» (также известный как «Зеленая книга»), который стал популярен благодаря использованию терминологии экономики благосостояния. В 1958 году Отто Экштейн опубликовал свою работу «Water-Resource Development: The Economics of Project Evaluation» (руск. «Развитие водных ресурсов: экономика оценки проектов»), а также Роланд МакКин опубликовал свою работу «Efficiency in Government Through Systems Analysis: With Emphasis on Water Resources Development» (руск. «Эффективность управления через системный анализ: с акцентом на развитие водных ресурсов»). Последняя книга также считается классикой в области исследования операций. В последующие годы появилось несколько других важных работ: Джек Хиршлейфер, Джеймс ДеХейвен и Джером У. Миллиман опубликовали работу под названием «Water Supply: Economics, Technology, and Policy» (руск. «Водоснабжение: экономика, технология и политика») в 1960 году; двумя годами позже также группа ученых из Гарварда, в том числе Роберт Дорфман, Стивен Марглин и другие опубликовали «Design of Water-Resource Systems: New Techniques for Relating Economic Objectives, Engineering Analysis, and Governmental Planning» (руск. «Проектирование систем водных ресурсов: новые методы сопоставления экономических целей, инженерного анализа и государственного планирования»).